# 萊昂斯 (伊利諾伊州)
萊昂斯（英語：Lyons）是位於美國伊利諾伊州庫克縣的一個村落。

## 地理
萊昂斯的座標為41°48′48″N 87°49′19″W / 41.81333°N 87.82194°W，而該地最高點為海拔高度189米（即620英尺）。

## 人口
根據2010年美國人口普查的數據，萊昂斯的面積為5.81平方千米，當中陸地面積為5.66平方千米，而水域面積為0.15平方千米。當地共有人口10729人，而人口密度為每平方千米1,846人。